# Badruddine Ayni
 (janvier 2018).
Si vous disposez d'ouvrages ou d'articles de référence ou si vous connaissez des sites web de qualité traitant du thème abordé ici, merci de compléter l'article en donnant les références utiles à sa vérifiabilité et en les liant à la section « Notes et références ».
Badruddine 'Ayni (arabe : بدر الدين العيني) ou Badruddine Abou Mouhammad Mahmoud Bin Ahmad Bin Mousâ, (1361-1453), originaire d'Alep, natif d'Aintab, habitant du Caire, de rite hanafite, est un alem égyptien du XIVe siècle. 

## Biographie
Il vint au monde dans la ville d'Aintab, le dix-septième jour du Ramadan, l'an 762 (1360 du J.-C.) et fut élevé dans la même ville, où son père remplissait les fonctions de Cadi.
Il lut le Coran, et se livra à l'étude des différents genres de sciences, sous la direction des hommes les plus distingués.

## Œuvres
Badruddine 'Ayni commenta un grand nombre d'ouvrages, à savoir :
Concernant le hadith :
- `Oumdât Al-qârî (arabe : عمدة القاري), commentaire en 21 volumes du Sahih al-Bukhari ; il est le concurrent direct du commentaire de Ibn Hajar al-Asqalani intitulé Al-Fath'ul Bâri;
- Ma`âniy al-âthâr, le sens des paroles remarquables d'at-Tahawi, en dix volumes ;
- une portion des Sunan d'Abou Daoud en deux volumes.

Concernant le fiqh :
- Al-Binâyah fî sharh al-hidayah (arabe : البناية في شرح الهداية), ouvrage de fiqh hanafite.
- Ramz al-haqâ’iq fî sharh kanz ad-daqâ’iq (arabe : رمز الحقائق في شرح كنز الدقائق), ouvrage de fiqh hanafite.

Autres ouvrages :
- Kaschf al-lithâm (arabe : كشف اللثام) (l'enlèvement du voile), qui est une portion considérable de la Sira du Prophète d'Ibn Hisham;
- le Kalam Tayyib (arabe : الكلم الطيب) d'Ibn Taymiyya;
- le Touhfah al-mouloûk (arabe : تحفة الملوك) (le don des Rois)

Aussi, il abrégea les Fatâwâ Dhâhiriyah (arabe : الفتاوى الظهيرية) (les décisions juridiques des Dhahirites) et Al-Mouhît (arabe : المحيط) en deux volumes.

Il rédigea des développements utiles sur la grammaire arabe (nahw), la conjugaison et la prosodie. 

Il composa la Vie des Prophètes (arabe : سير الانبياء) une grande histoires en dix-neuf volumes, une moyenne en huit et aussi un abrégé.